# Nioaque
Nioaque là một đô thị thuộc bang Mato Grosso do Sul, Brasil. Đô thị này có diện tích 3923,798 km², dân số năm 2007 là 15128 người, mật độ 3,86 người/km².